# شكر أباد (دلفان)
شكر أباد (بالفارسية: شکرآباد) هي قرية تقع في Nurabad Rural District في إيران. يقدر عدد سكانها بـ 235 نسمة بحسب إحصاء 2016.